# Phare du Cap Engaño
Le phare du Cap Engaño  est un phare situé sur l'île Palaui, à Santa Ana, dans la province de Cagayan aux Philippines.
Le phare a été érigé lors de la colonisation espagnole et fait désormais partie du patrimoine culturel philippin comme Important Cultural Property (en).
Ce phare géré par le Maritime Safety Services Command (MSSC), service de la Garde côtière des Philippines (Philippine Coast Guard).

## Histoire
Le phare fut érigé sur la partie la plus au nord de l'île de Luçon, au sommet d'une colline à 92 m au-dessus du niveau de la mer. Le phare offre une vue totale sur
l'île Bauyan. Il est l'un des quatre phares construits au cours de la période coloniale espagnole, qui a servi de phare d'atterrissage pour les navires entrants au seul port accessible, celui de San Vicente à Santa Anna. Sa construction a commencé le 21 septembre 1888 et s'est terminée le 31 décembre 1892.
Le phare du Cap Engaño marque le point le plus au nord-est de Luçon. Le point le plus au nord-ouest est signalé par le phare du Cap Bojeador.

## Description
Il a été conçu par l'ingénieur Magin Pers y Pers qui a également conçu le phare du Cap Bojeador et celui des îles Capones. Lastation de signalisation est composé du pavillon d'habitation (servant de bureau et de quartier des ouvriers), de bâtiments de service (cuisine et stockage) et de la tour octogonale de 14 [m qui supporte la galerie d'observation et la lanterne de cuivre. L'ensemble a été construit en utilisant des matériaux locaux, de la maçonnerie et du bois dur.
Il émet, à une hauteur focale de 100 m, un éclat blanc toutes les 5 secondes. Sa portée est de 27 milles nautiques (environ 50 km).
Identifiant : ARLHS : PHI-013 ; PCG-.... - Amirauté : F2732 - NGA : 14020 .
|                  |
| Le phare en 1905 |

|                 |
| Le phare actuel |

|                                     |
| Localisation de Santa Ana (Cagayan) |

### Lien connexe
- Liste des phares aux Philippines